# Omans flagga

Omans örlogsflagga till havs

Omans flagga är en trikolor i vitt, rött och grönt med ett rött inre fält, där den regerande dynastins emblem finns i vitt. Flaggan fastställdes den 25 april 1995 och har proportionerna 1:2. Statsflaggan har samma utseende men har proportionerna 4:7.

## Symbolik
Rött har sedan århundraden varit en traditionell färg i områdena kring Persiska viken och ingår också som huvudfärg i den flagga som stadfästes i och med statsomvälvningen 1970 då sultanen  Qabus ibn Said kom till makten. Det vita och gröna fältet symboliserar fred respektive jordens bördighet. Vitt står även för Omans religiösa ledarskap, som tidvis varit en stark maktfaktor vid sidan av sultanen. Den gröna färgen kan även tolkas som en symbol för Jabel al-Akhdar, bergskedjan som ligger i norra delen av landet.

## Historik
Omans första nationsflagga skapades när landet Muskat och Oman omorganiserades till att bli Oman. Flaggan hissades för första gången den 17 december 1970, och var då i princip identisk med dagens flagga, bortsett från att de tre ränderna i vitt, rött och grönt inte var lika breda. Genom ett dekret av sultanen fastställdes den nya flaggan med lika breda ränder den 25 april 1995, inför firandet av Omans 25:e nationaldag i november samma år.

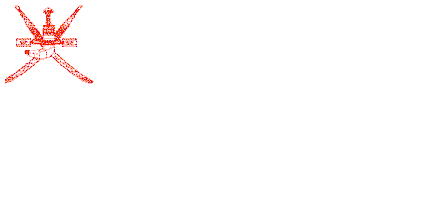
Omans flagga under tiden för sultanatet Muskat och Oman 1856–1970
Muskats flagga under sultanatet Muskat och Oman 1856–1970. Flaggan var helt enfärgad.